# مارو انترتینمنت
مارو اینترتینمنت (انگلیسی: Maroo Entertainment) شرکت سرگرمی کره‌ای است، که در سال ۲۰۱۰ تأسیس شد.